# Caneta-revólver
Uma caneta-revólver é uma arma de fogo que se assemelha a uma caneta. Elas geralmente são de pequeno calibre (por exemplo, .22 LR, .25 ACP, .32 ACP, calibre .38, etc.) e são de tiro único. Os primeiros exemplos de canetas-revólver eram de cartucho Lefaucheux, mas os projetos modernos são de fogo circular ou central. Algumas canetas-revólver não são projetadas para disparar cartuchos comuns, mas festins, sinalizadores ou cartuchos de gás lacrimogêneo.
Nos Estados Unidos, canetas-revólver que podem disparar balas ou cartuchos de tiro e não requerem uma reconfiguração para disparar (por exemplo, dobrar no formato de uma pistola) são regulamentadas pelo governo federal como Qualquer Outra Arma (Título II). Eles exigem registro sob a National Firearms Act e um imposto no valor de 5 dólares é cobrado.
De acordo com o FBI, as canetas-revólver foram amplamente usadas para autodefesa no século XX.